# Chevrolet Confederate
Der Chevrolet Confederate Serie BA war ein PKW der unteren Mittelklasse, der nur im Modelljahr 1932 von Chevrolet als einzige Modellreihe und Nachfolger des Independence Serie AE hergestellt wurde. Das Fahrzeug wurde Dezember 1931 eingeführt und war mit vierzehn verschiedenen Karosserien – elf Zweitürer und drei Viertürer – verfügbar. Die Wagen hatten die oben gesteuerten Sechszylinder-Reihenmotoren (OHV) des Vorgängers. Die Maschine mit 3179 cm3 Hubraum entwickelte jedoch eine Leistung von 60 bhp (44 kW) bei 3000 min−1. Die Motorkraft wurde über eine Einscheibentrockenkupplung und ein manuelles, erstmals vollsynchronisiertes Dreiganggetriebe an die Hinterräder weitergeleitet. Alle vier Räder hatten mechanische Trommelbremsen und waren serienmäßig als Drahtspeichenräder ausgebildet. Neu waren auch die längere Motorhaube und die vier verchromten Lüftungsklappen auf jeder Seite.
Die Verkaufspreise wurden nochmals geringfügig gesenkt und lagen zwischen 445,-- und 625,-- US-$. Nach 12 Monaten und nur noch 306.716 Exemplaren lief der Confederate aus. Nachfolger waren der größere Master Eagle Serie CA und – ein halbes Jahr später – der Standard Mercury Serie CC.